# Ореджеріто венесуельський
Ореджері́то венесуельський (Pogonotriccus venezuelanus) — вид горобцеподібних птахів родини тиранових (Tyrannidae). Ендемік Венесуели.

## Поширення і екологія
Венесуельські ореджеріто поширені в горах Прибережного хребта на півночі Венесуели. Вони живуть у вологих гірських тропічних лісах та на узліссях. Зустрічаються на висоті від 850 до 1400 м над рівнем моря.

## Збереження
МСОП класифікує стан збереження цього виду як близький до загрозливого. Венесуельським ореджеріто загрожує знищення природного середовища.